# Daniil Antonovič Avdusin
Daniil Antonovič Avdusin, rusky Даниил Антонович Авдусин, (20. srpna 1918, Syčovka – 3. června 1994, Moskva) byl ruský archeolog, doktor historických věd (1968), profesor katedry archeologie na Moskevské státní univerzitě.

## Život
Vystudoval na fakultě archeologie v roce 1942. V roce 1948 obhájil svou kandidátskou dizertační práci Skupinové mohyly kmene Kriviči. V roce 1947 řídil jedny z vykopávek u Jaroslavova dvorce. Od roku 1949 vedl archeologickou expedici Moskevské státní univerzity ve Smolensku a provedl rozsáhlé studie gnezdovských mohyl a celého archeologického komplexu Gnezdovo. V roce 1968 získal titul doktora historických věd.
Je autorem učebnic archeologie – Archeologie SSSR (1977), Základy archeologie (1989) a Terénní archeologie (1980).